# Râul Dumbrăvița, Bicaci
Râul Dumbrăvița este un curs de apă, afluent al râului Bicaci. 

## Hărți
- Harta munții Apuseni